# Грлинци
Грлинци (словен. Grlinci) су насељено место у општини Јуршинци, Подравска регија, Словенија.

## Историја
До територијалне реорганизације у Словенији били су у саставу старе општине Птуј.

## Становништво
У попису становништва из 2011. године, Грлинци су имали 146 становника.
| Број становника према пописима | Број становника према пописима | Број становника према пописима |
| ------------------------------ | ------------------------------ | ------------------------------ |
| 1991                           | 2002                           | 2011                           |
| 152                            | 126                            | 146                            |